# گونتساخ
گونتساخ (به آلمانی: Günzach) یک شهر در آلمان است که در استالگوی واقع شده‌است.